# 大瓶束

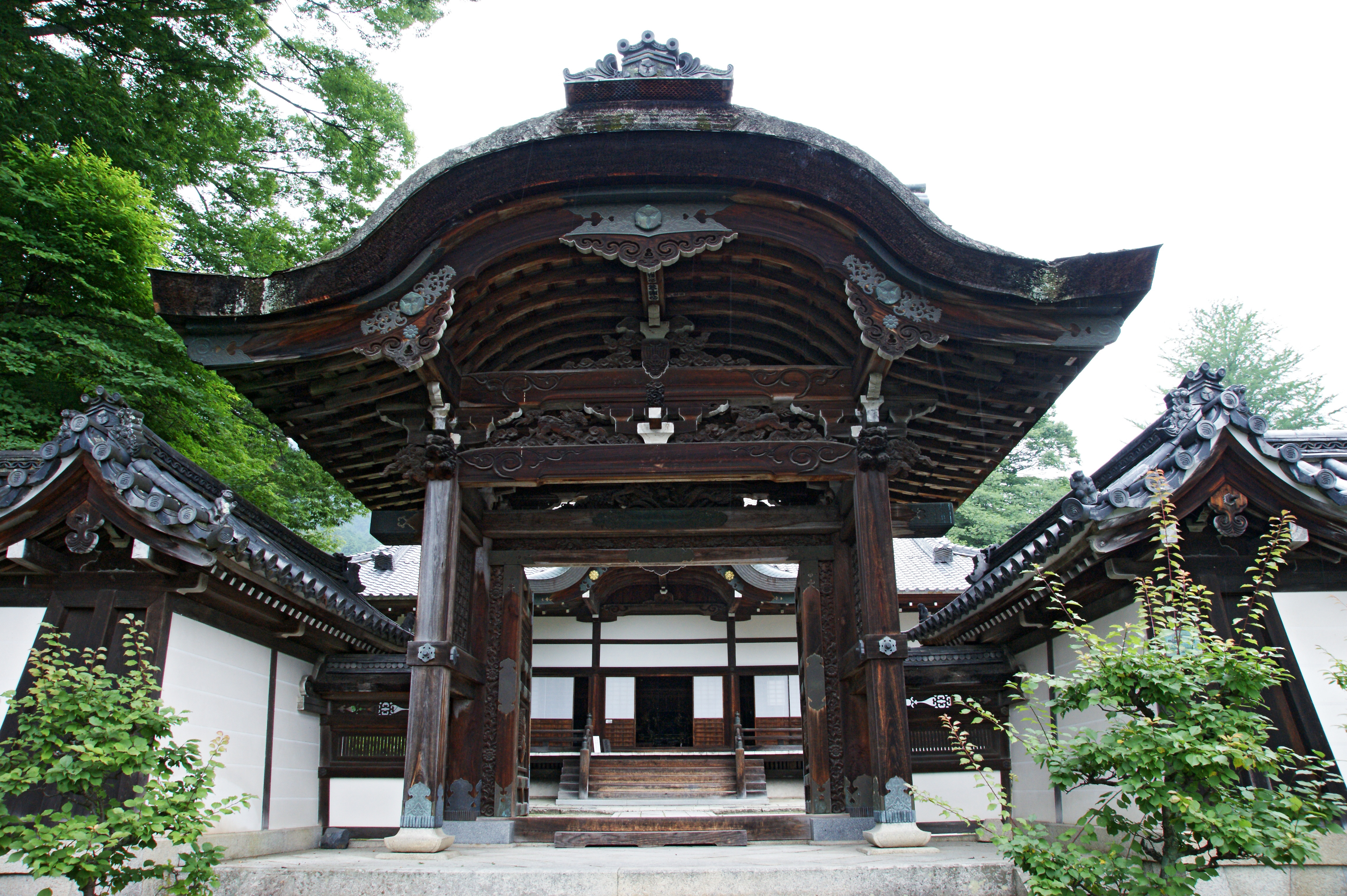
大瓶束と笈形。大虹梁の上に配されている。西教寺（滋賀県大津市）。

大瓶束（たいへいづか）とは、日本建築の部材のひとつであり、上方が太く、下方が細い、横断面が円形の束である。「大瓶束」の名前は、その形状が酒器の瓶子に似ていることに由来する。虹梁上に配し、斗をはさんで上の荷重を支える。その左右には、往々にして蟇股を左右にわけたような装飾である笈形（おいがた）をつける。笈形は合掌鰭（がっしょうびれ）ともいう。また、大瓶束の下端で、虹梁からはみだした部分を結綿（ゆいわた）と呼ぶ。
おもに禅宗様において採用される部材であるが、大仏様における円束を大瓶束と呼ぶこともある。円束は、上方と下方の太さが同じであるという点において、禅宗様の大瓶束と異なる。

## 笈形

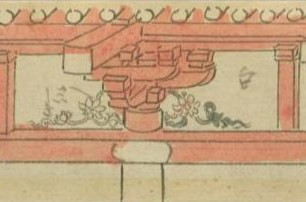
『信貴山縁起絵巻』より、間斗束の笈形装飾

間斗束に対する笈形のような装飾は、すでに『信貴山縁起絵巻』にみえ、創建当時の東大寺大仏殿間斗束の両側に植物文様が描かれている。このような彩画は法界寺阿弥陀堂内陣壁画などにもみえる。これら間斗束の装飾についても、笈形と呼称する。
禅宗様が導入された鎌倉期以降、日本建築に現れる大瓶束の装飾においてはこれが実際に彫刻化するが、これが間斗束の装飾が発展して生まれたものか、あるいはそれとは無関係に蟇股を折半して束の装飾としたものかについては不透明である。